# Villamanín
Villamanín is een gemeente in de Spaanse provincie León in de regio Castilië en León met een oppervlakte van 176,25 km². Villamanín telt 1.001 inwoners (1 januari 2016).